# Palisades del Rey
Palisades del Rey (auch Palisades Del Rey, deutsch ‚Königspalisaden‘) war eine 1921 auf der vorderen bis 41 m über Meer hohen Küstendüne gegründete Siedlung, entworfen von Dickinson & Gillespie Co. Die heutige Wüstung gehört zur Gemeinde Playa del Rey im kalifornischen Los Angeles County. Alle einstigen Häuser waren nach individuellen Plänen erbaut worden, viele als Strandhäuser im Besitz von Hollywood-Schauspielern und -Produzenten, darunter Cecil B. DeMille und Charles Bickford.
Auf dem südlich gelegenen Teil des heutigen Playa del Rey wurde die aparte Siedlung Surfridge Estates errichtet. Diese liegt direkt westlich hinter der heutigen Startbahn des Flughafens Los Angeles International Airport (LAX) und nördlich von El Segundo. Das Gebiet ist im Osten durch den Pershing Drive vom Flughafen LAX getrennt, im Norden grenzt es an das bewohnte Gebiet von Playa del Rey durch die Waterview Street und die Napoleon Street, im Süden an den Imperial Highway und im Westen wird es durch die Straße Vista Del Mar von der Pazifikküste am Dockweiler State Beach getrennt.

## Entwicklung der Siedlung
Surfridge wurde in den 1920er und 1930er Jahren als „ein isolierter Spielplatz für die Reichen“ entwickelt und war der weißen Bevölkerung vorbehalten. Im Jahr 1925 eröffnete der Gestalter einen Wettbewerb über 1000 US-Dollar (was heute 17.900 USD entsprechen würde), um den besten Namen für die Siedlung zu finden. Der Vorschlag „Surfridge“ eines Bewohners von Los Angeles gewann. Die Los Angeles Times schrieb, dass „Surfridge“ „wegen seiner Kürze, Wohlklang, Leichtigkeit der Aussprache … aber vor allem, weil es die Geschichte dieser neuen Wunderstadt erzählt“ den Zuschlag erhalten habe.
Verkäufer errichteten Zelte auf den Dünen und verkauften Grundstücke für 50 USD Anzahlung, was heute 895 USD entspräche, und zusätzlich 36 Monatsraten zu 20 USD. Außen mussten die Häuser Mauerziegel, Stein oder Putz aufweisen; Holzrahmenbau war untersagt. Die Veräußerung von Grundstücken an nicht reine „Kaukasier“ wurde durch Grundbuchfestschreibungen untersagt und nur „Kaukasier“ durften dort leben, ausgenommen waren nur Angestellte der Hauseigentümer. Die Entwicklung wurde durch die einsetzende Große Depression verlangsamt, aber in den frühen 1930er Jahren fingen Wohlhabendere an, mehrere Grundstücke zu kaufen, um große Häuser zu bauen. Ihnen folgten Angehörige einer sich ausdehnenden oberen Mittelklasse. Zu den bekanntesten Bewohnern zählten die Hollywood-Größen Cecil B. DeMille und Charles Bickford.
Die damalige Straßenbahn von Los Angeles Pacific Electric schloss das Gebiet mit an.

## Der Flughafen
Im Jahr 1928 eröffnete östlich von Surfridge ein kleiner Flugplatz namens Mines Field, der spätere LAX. Er wurde ein beliebter Ort für die Anwohner, sich die Flugschau anzusehen.
Nach dem Zweiten Weltkrieg stieg die Zahl der Flugreisenden an und damit die Anzahl von Flugzeugen, die tief über Surfridge hinweg flogen. Viele Bewohner hatten sich an den Lärm der Propellerflugzeuge gewöhnt, aber die Jet-Triebwerke waren zu laut und die Lärmbelästigung stieg kontinuierlich.

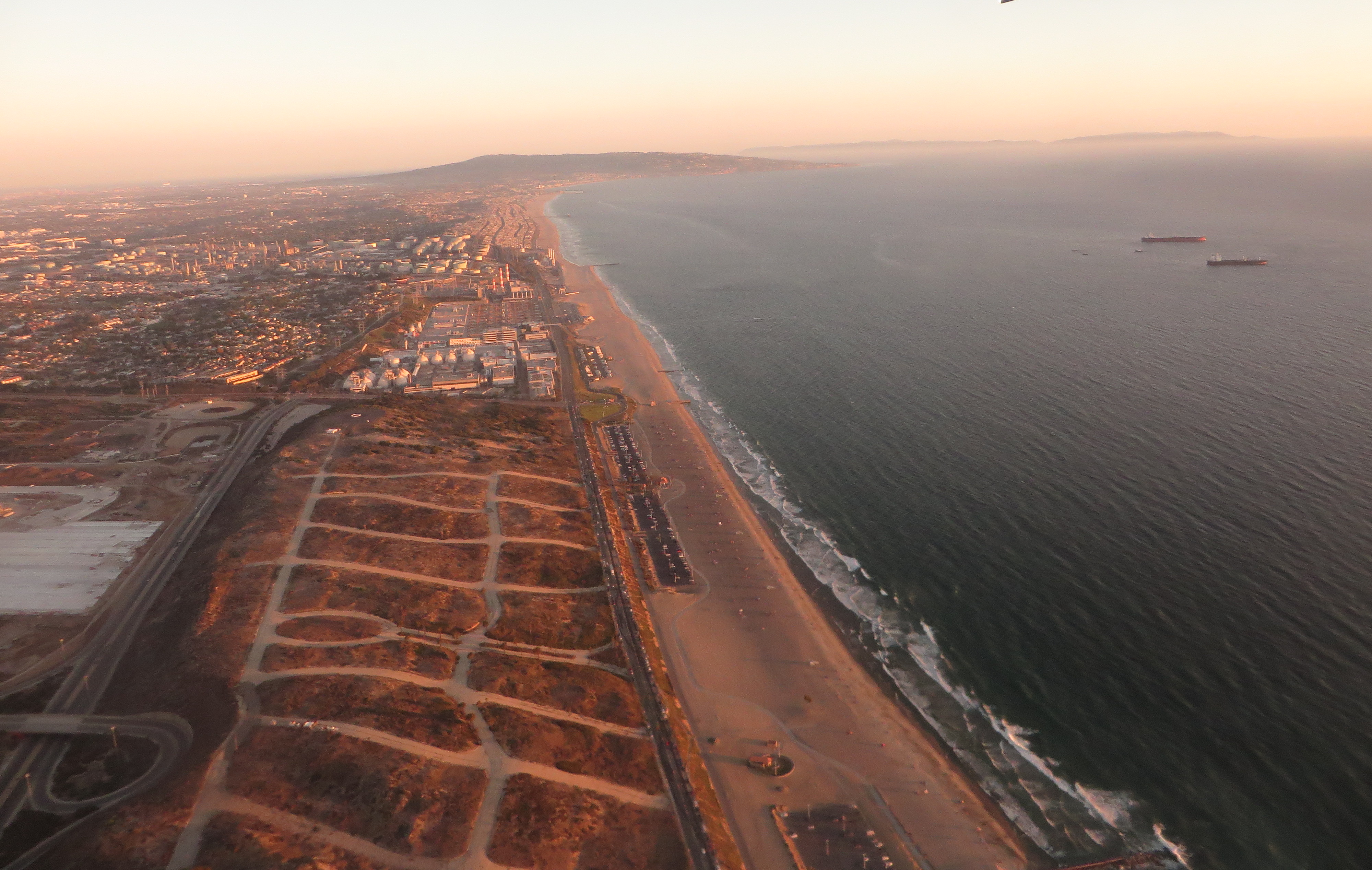
Luftbild der Wüstung Surfridge, dahinter El Segundo (2015)

Ab den 1960er Jahren wurde das Gebiet von der Stadt Los Angeles nach und nach aufgekauft, um die Flughafenerweiterung zu erleichtern und Bedenken über Lärm von Düsenflugzeugen zu zerstreuen. Hausbesitzer wurden in einer Reihe von Enteignungskäufen gezwungen, die Immobilien an die Stadt abzutreten. Mehrere Hausbesitzer verklagten die Stadt und blieben einige Jahre in ihren Häusern, nachdem die meisten Häuser geräumt waren. Um 1972 waren alle der zwischen 800 und 900 Häuser verlegt oder abgerissen worden.
Aus Angst, jemand könnte hinter der Innendüne versteckt Flugzeuge mit einem tragbaren Raketenwerfer angreifen, wurde das freie Land samt den alten Straßen, die früher um die Häuser führten, mit Stacheldrahtzäunen abgesperrt. Das Gebiet entwickelte sich auf diese Weise zu einem Refugium für den gefährdeten Schmetterling El Segundo Blue .